# Förvar
Förvar avser i den svenska utlänningslagen ett tvångsmedel som innebär att en utlänning som har fyllt 18 år får frihetsberövas genom att tas i förvar om
1. utlänningens identitet är oklar vid ankomsten till Sverige eller när han eller hon därefter ansöker om uppehållstillstånd och han eller hon inte kan göra sannolikt att den identitet han eller hon uppger är riktig, och
2. utlänningens rätt att få resa in i eller vistas i Sverige inte kan bedömas ändå.

En utlänning som har fyllt 18 år får också tas i förvar om
1. det är nödvändigt för att en utredning om utlänningens rätt att stanna i Sverige ska kunna genomföras,
2. det är sannolikt att utlänningen kommer att avvisas eller utvisas enligt 8 kap. 2, 3, 6, 8, 9 eller 10 § eller 11 § första stycket, eller
3. det är fråga om att förbereda eller genomföra verkställigheten av ett beslut om avvisning eller utvisning.

Beslut om förvar av en utlänning enligt andra stycket 2 eller 3 får meddelas endast om det annars finns en risk att utlänningen bedriver brottslig verksamhet i Sverige, avviker, håller sig undan eller på annat sätt hindrar verkställigheten.
Beslut om förvar kan gälla mellan 48 timmar och två månader, beroende på av vilken anledning personen har tagits i förvar. Beslutet om förvar kan förnyas och i vissa fall kan personen hållas i förvar i tolv månader eller längre. Den som har blivit dömd till utvisning på grund av brott kan hållas i förvar längre än tolv månader. Beslut om förvar kan överklagas till migrationsdomstolen. År 2018 var dygnskostnaden för en person i förvar 4 679 kronor. Förvar är ett av Migrationsverkets ansvarsområden.